# Loris tardigradus
El loris esbelto rojo (Loris tardigradus) es una especie de primate estrepsirrino de la familia Lorisidae. Oriundo de las selvas de Sri Lanka, es de hábitos nocturnos. Se alimenta de lagartijas, insectos, huevos, pequeños invertebrados y hojas.
Es, por lo general, de pequeño tamaño: mide entre los 17,5 y los 26 cm y pesa unos 85-350 g. Tiene dos distintivos ojos grandes que le permiten una precisa percepción de profundidad; tiene también un dedo índice bien desarrollado, al igual que las orejas (sin pelo en los bordes). Su piel es suave y densa, de color rojizo y marrón, salvo en el vientre, donde el pelo es gris blanquecino. No tiene cola.

## Reproducción
La hembra es dominante, alcanza su madurez sexual a los 10 meses y ya desde entonces es receptiva al macho dos veces al año. Se cruzan moviéndose entre ramas; en cautiverio no se reproducen si no hay muchas ramas. El periodo de gestación es de 166-169 días, pariendo 1-2 crías que se alimentan solas desde los 6-7 meses. Su expectativa de vida se cree que alcanza entre los 15-18 años en estado silvestre.

## Amenazas
Es una especie amenazada, especialmente por la destrucción de hábitat. Se le caza y mata mucho para elaborar supuestos remedios para enfermedades oculares, y también como animal de laboratorio. Otras amenazas incluyen: electrocución en alambrados para ganado, accidentes de ruta, tráfico de mascotas. Se creía que estaba extinto pero en los últimos años han sido vistos algunos ejemplares.

## Conservación
Esta especie fue identificada como una de las top-10 "focal species" en 2007 por el Proyecto Evolutionarily Distinct and Globally Endangered EDGE.
La subespecie L. tardigradus nycticeboides se creía extinta, pero en 2002 se encontró un ejemplar de esta subespecie en Sri Lanka; en 2009 se logró capturar y fotografiar varios ejemplares, la primera vez en 72 años.